# Епархия Теуантепека
Епархия Теуантепека (лат. Dioecesis Tehuantepecensis) — епархия Римско-Католической церкви с центром в городе Санто-Доминго-Теуантепек, Мексика. Епархия Теуантепека входит в митрополию Антекера. Кафедральным собором епархии Теуантепека является церковь святого Доминика.

## История
23 июня 1891 года Святой Престол образовал епархию Теуантепека, выделив её из архиепархии Антекера. В этот же день епархию Теуантепека вошла в митрополию Мехико. 29 июня 1951 года епархия Теуантепека вошла в митрополию Халапы.
23 мая 1959 года епархия Теуантепека передала часть своей территории новой епархии Сан-Андрес-Туслы.
13 февраля 1960 года Римский папа Иоанн XXIII выпустил буллу «Christi exemplum», которой присоединил епархию Теуантепека к митрополии Антекера.
21 декабря 1964 года епархия Теуантепека передала часть своей территории территориальной прелатуре Михеса.

## Ординарии епархии
- епископ José Mora y del Rio (19.01.1893 — 12.09.1901)
- епископ Carlos de Jesús Mejía y Laguana (15.09.1902 — 2.09.1907)
- епископ Ignacio Placencia y Moreira (15.09.1907 — 27.10.1922)
- епископ Jenaro Méndez del Río (16.03.1923 — 17.03.1933)
- епископ Jesús Villareal y Fierro (12.09.1933 — 23.05.1959)
- епископ José de Jesús Clemens Alba Palacios (8.08.1959 — 6.09.1970)
- епископ Артуро Лона Рейес (4.05.1971 — 25.11.2000)
- епископ Felipe Padilla Cardona (25.11.2000 — 1.10.2009)
- епископ Óscar Armando Campos Contreras (2.02.2010 — по настоящее время)

## Источник
- Annuario Pontificio, Ватикан, 2005